# شارلیز اندروز
شارلیز اندروز (انگلیسی: Charlize Andrews؛ زادهٔ ۲۶ دسامبر ۲۰۰۱) بازیکن زن واترپلو اهل استرالیا است.
وی در مسابقات کشوری و بین‌المللی در مجموع برندهٔ ۱ مدال نقره شده است.